# Решетовка (Куйбишевський район)
Решетовка (рос. Решетовка) — хутір у Куйбишевському районі Ростовської області Росії. Входить до складу Лисогорського сільського поселення.

## Географія
Географічні координати: 47°39' пн. ш. 39°10' сх. д. Часовий пояс — UTC+4.
Хутір Решетовка розташований на південному схилі Донецького кряжу. Відстань до районного центру, села Куйбишева, становить 29 км.

### Урбаноніми
- вулиці — Ростовська[2].

## Населення
За даними перепису населення 2010 року на території хутора проживало 19 осіб. Частка чоловіків у населенні складала 57,9% або 11 осіб, жінок — 42,1% або 8 осіб.